# 小林聖太郎
小林 聖太郎（こばやし しょうたろう、1971年3月3日 - ）は、日本の映画監督。
大阪府大阪市城東区出身。父は元タレントの上岡龍太郎。祖父は元弁護士の小林為太郎。

## 来歴・人物
1994年、関西大学法学部政治学科を卒業後、大阪在住のジャーナリスト・今井一の助手を務め、『阪神大震災の被災者にラジオ放送は何ができたか』『大事なことは国民投票で決めよう』などの取材、執筆に関わる。
1996年、今井の知人であったドキュメンタリー映画監督の原一男が主宰する「CINEMA塾」第一期生として参加する。
原の監督したテレビドキュメンタリー『映画監督・浦山桐郎の肖像』（関西テレビ、1998年1月3日放送）では、2年に及ぶ製作期間を通して助監督を務め、関連書籍『映画に憑かれて 浦山桐郎』の編集にも携わった。
1998年からは劇映画の助監督として幅広く活躍。中江裕司、行定勲、井筒和幸、森﨑東、根岸吉太郎、田﨑竜太など、多くの監督のもとで経験を積み、2006年、大阪・十三の映画館第七藝術劇場の復活記念DV作品『かぞくのひけつ』で劇場公開作デビューを果たした。なお同作品で、2006年度（第47回）日本映画監督協会新人賞、2008年11月に新藤兼人賞2008を受賞。『毎日かあさん』では、第14回上海国際映画祭アジア新人賞部門で作品賞を受賞している。

## 監督作品
- かぞくのひけつ（2006年）
- 美しき天然（オムニバス短編『にほんのうた』の中の一本）（2010年）
- 毎日かあさん（2011年）
- マエストロ!（2015年）
- 破門 ふたりのヤクビョーガミ（2017年）[2]
- 初恋～お父さん、チビがいなくなりました（2019年）[3][4]

## TV/OVなど
- 斎藤工のプライベートジャーニー（西安編・体験編・敦煌編）（DVD／2007年）
- 美波21歳、神戸着。〜女優の嘘、ホントの私〜（関西テレビ/2008年3月30日放送）
- いずみと僕と彼と俺（au LISMOオリジナルドラマ/2009年10月5日〜第1話配信｜出演：伊藤淳史・優木まおみ・青木崇高・米村亮太朗・長州力ほか）
- 誰(タレ)よりも君を愛す!（テレビ静岡/2011年4月17日放送｜出演：高橋克実・長澤まさみ・春風亭昇太ほか）
- 深夜食堂2 （毎日放送/2011年10月 - 12月放送｜出演：小林薫ほか）
  - 第13話・あさりの酒蒸し 宇梶剛士・馬渕晴子・甲本雅裕
  - 第17話・白菜漬け 市川実和子・田中哲司・螢雪次朗
  - 第18話・冷やし中華 酒井若菜・芦川誠・塩見三省
- WOWOWドラマW『向田邦子 イノセント』第三話『三角波』（WOWOW/2012年4月7日放送｜出演：貫地谷しほり・吉沢悠・小澤征悦ほか）
- WOWOW連続ドラマW『配達されたい私たち』（WOWOW/2013年5月12日-｜出演：塚本高史・栗山千明・長谷川京子ほか）
  - 第3話・澤野始は友を見た・ 黒谷友香・京野ことみ・海東健
  - 第4話・澤野始は父を見た・大地康雄・柳下大・中尾明慶
- WOWOW連続ドラマW『煙霞〜Gold Rush〜』（WOWOW/2015年7月18日-｜出演：森山未來・高畑充希・桂文珍ほか）
- 深夜食堂 -Tokyo Stories-「白菜と豚バラの一人鍋」（2016年、Netflix）
- 深夜食堂 -Tokyo Stories Season2-「小梅のおにぎり」「きつねうどん」（2019年10月31日、Netflix）[5]

## 雑誌連載
- 『映像＋』第3号から第6号まで「カツドウヤ列伝」というタイトルで連載

## 助監督作品
- 映画監督・浦山桐郎の肖像〈TVドキュメンタリー〉（1998年／原一男監督）
- ナビィの恋（1999年／中江裕司監督）
- 現金狩り最終出口（2000年／榎戸耕史監督）
- 二代目商店街〈WOWOWドラマ〉（2000年／鈴木浩介監督）
- 東京爆弾（2000年／鈴木浩介監督）
- 閉じる日（2000年／行定勲監督）
- えんがわの犬（2001年／行定勲監督）
- 記憶の音楽 Gb（2002年／川村ケンスケ監督）
- HammerHead（2002年／高橋栄樹監督）
- Soundtrack（2002年／二階健監督）
- 命（2002年／篠原哲雄監督）
- Red Harp Blues（2003年／高橋正弥監督）
- ぷりてぃウーマン（2003年／渡邊孝好監督）
- ホテルハイビスカス（2003年／中江裕司監督）
- ゲロッパ!（2003年／井筒和幸監督）
- 69 sixty nine（2004年／李相日監督）
- 村の写真集（2004年／三原光尋監督）
- ニワトリはハダシだ（2004年／森﨑東監督）
- パッチギ!（2005年／井筒和幸監督）
- リンダリンダリンダ（2005年／山下敦弘監督）
- 雪に願うこと（2006年／根岸吉太郎監督）
- 小さき勇者たち〜ガメラ〜（2006年／田﨑竜太監督）
- TOKYO!（「Interior Design」のみ）（2008年／ミシェル・ゴンドリー監督）

## その他
- 「阪神大震災の被災者にラジオ放送は何ができたか」取材執筆協力（1995年）
- 「大事なことは国民投票で決めよう」取材執筆協力（1996年）
- 「映画に憑かれて 浦山桐郎」取材執筆協力（1998年）
- 「ナビィの恋」劇場予告編監督（1999年）
- 「ほとけ」（辻仁成監督）メイキング撮影（2000年）
- 「顔」（阪本順治監督）出演（2000年）
- 「肉まん」〈netドラマ〉（秋元康監督）演出部応援（2000年）
- 「Reset」（鈴木浩介監督）撮影（2001年）
- 「パッチギ! Love&Peace」（井筒和幸監督）演出部応援（2006年撮影）